# 21 août 1964
Le vendredi 21 août 1964 est le 234e jour de l'année 1964.

## Naissances
- Aliona Okhloupina, actrice russe de théâtre classique
- Anne Ramoni, musicienne et soprano suisse
- Charles Bisengimana, général des forces de sécurité de la République démocratique du Congo
- Esteban González Pons, personnalité politique espagnole
- Eytan Fox, réalisateur israélien
- Ierjan Kazykhanov, homme politique kazakh
- José Eduardo Calzada Rovirosa, personnalité politique mexicaine
- Logi Már Einarsson, architecte et homme politique islandais
- Manuel Lerat, footballeur français
- Mario Longo, athlète italien
- Martin Drainville, acteur canadien
- Trinity Loren (morte le 25 octobre 1998), actrice porno, modèle et stripteaseuse américaine

## Décès
- Palmiro Togliatti (né le 26 mars 1893), homme politique italien
- Ladislao Findysz (né le 13 décembre 1907), prêtre catholique polonais